# Desafio Celebridades
Desafio Celebridades, coprodução Discovery e Mixer Films, é um docureality de aventura e sobrevivência composto por dez episódios de uma hora cada, que coloca dez personalidades em uma aventura de dois dias por paisagens selvagens brasileiras. Como orientadores na missão, estão os especialistas em sobrevivência Karina Oliani (do programa Missão Extrema com Karina Oliani) e Coronel Leite (de Desafio em Dose Dupla Brasil), que se revezam na condução de cada episódio.

## Primeira Temporada
O primeiro epísódio da primeira temporada aconteceu no dia 23 de outubro de 2016. Cada episódio conta com a participação de um artista diferente de áreas distintas, do humor até a música. A dinâmica do reality consiste em testar a capacidade de cada participante em sobreviver longe da civilização. O formato é bastante parecido com o Celebridades à Prova de Tudo, do Discovery, apresentado pelo aventureiro Bear Grylls.
| Episódio | Artista           | Especialista  | Exibição   |
| -------- | ----------------- | ------------- | ---------- |
| 01       | Fábio Porchat     | Coronel Leite | 23.10.2016 |
| 02       | Di Ferrero        | Karina Oliani | 30.10.2016 |
| 03       | Isabeli Fontana   | Coronel Leite | 06.11.2016 |
| 04       | Carlos Bertolazzi | Karina Oliani | 13.11.2016 |
| 05       | Bob Burnquist     | Coronel Leite | 20.11.2016 |
| 06       | Oscar Filho       | Karina Oliani | 27.11.2016 |
| 07       | Igor Cavalera     | Coronel Leite | 04.12.2016 |
| 08       | Diogo Nogueira    | Karina Oliani | 11.12.2016 |
| 09       | Maria Paula       | Coronel Leite | 18.12.2016 |
| 10       | Robson Caetano    | Karina Oliani | 25.12.2016 |